# تحطم السدود

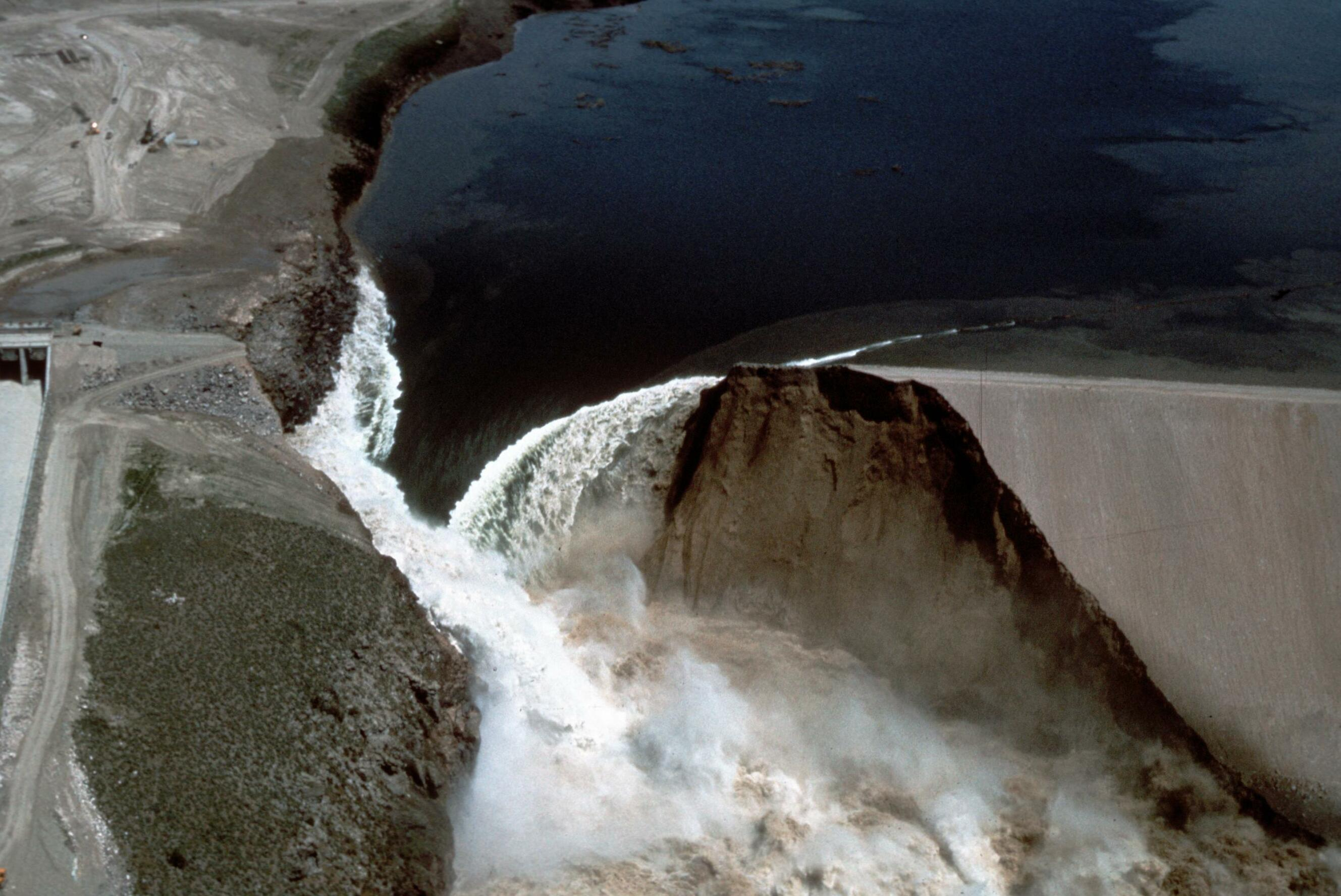
تفريغ الخزان بعد تحطم سد تيتون في 5 يونيو 1976

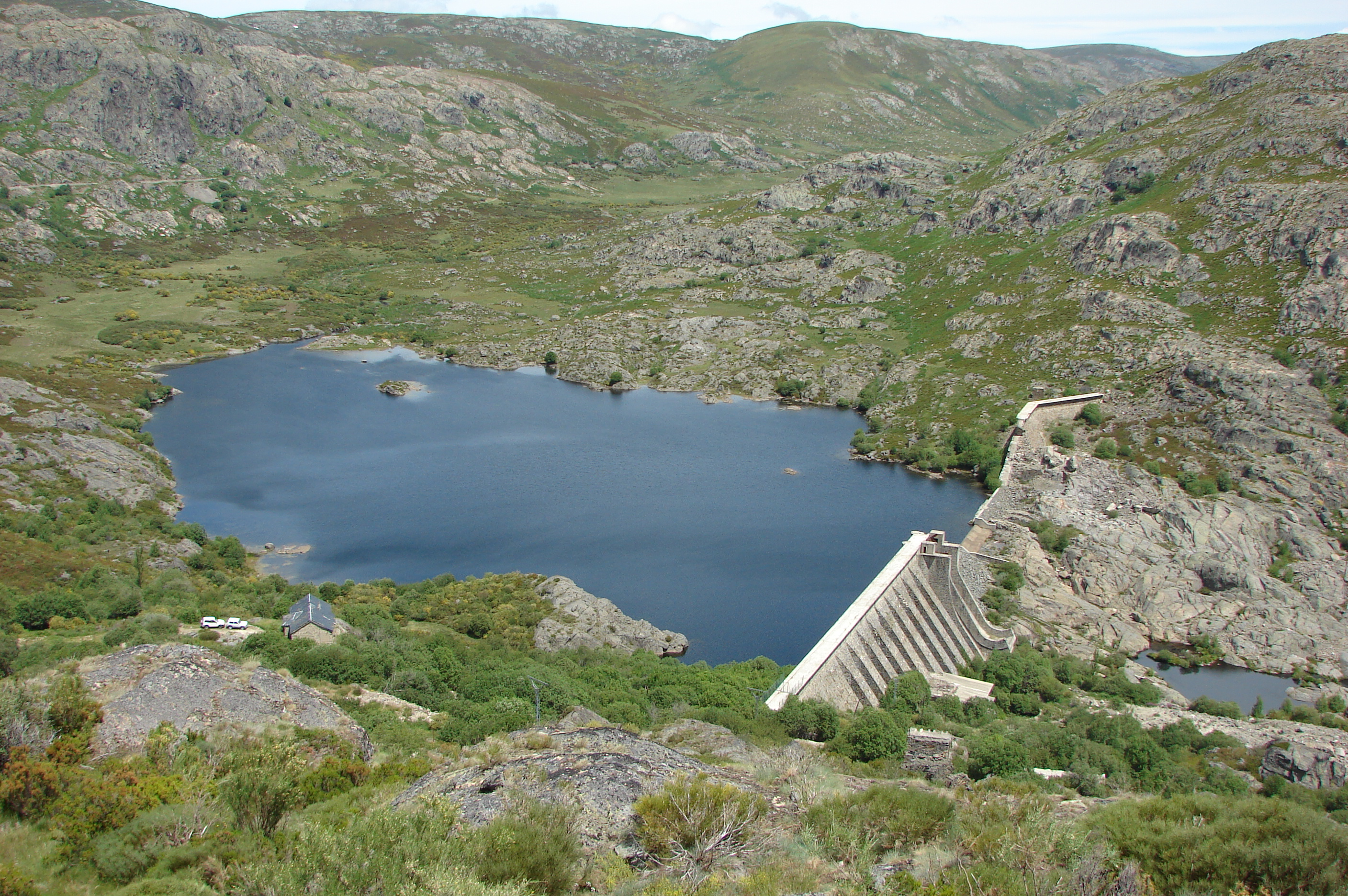
بقايا سد فيغا دي تيرا (إسبانيا) بعد انهياره عام 1959

يعد تحطم السدود كارثة هيكلية تتمثل في الانطلاق المفاجئ والسريع وغير المسيطر عليه للمياه المحجوزة. وقد شهد العالم بين عامي 2000-2009 أكثر من 200 تحطم للسدود.
السد هو حاجز يعيق أو يوجه أو يبطئ تدفق المياه، وغالبًا ما يؤدي إلى إنشاء خزان أو بحيرة أو حجز مائي. تحتوي معظم السدود على المفيض أو الهدار يتدفق الماء فوقه أو من خلاله، بشكل متقطع أو مستمر، وبعضها يحتوي على أنظمة توليد الطاقة الكهرمائية .
تعتبر السدود (منشآت تحتوي على قوى خطرة) بموجب القانون الدولي الإنساني بسبب الأضرار الهائلة الناتجة عن تدميرها للسكان والبيئة. وتعتبر حالات تحطم السدود نادرة نسبيًا.
في عام 1975، تسبب تحطم سد خزان بانكياو والسدود الأخرى في مقاطعة خنان بالصين في حوالى 171 ألف شخص وفقد 11 مليون شخص منازلهم مما يعد أكبر تحطم سد في التاريخ من عدد الضحايا.

## الأسباب الرئيسية لتحطم السدود

علامة دولية خاصة بالأعمال والمنشآت التي تحتوي على قوى خطرة

تشمل الأسباب الشائعة لتحطم السد ما يلي:
- انخفاض مستوى مواد/تقنيات بناء (سد جلينو)
- خطأ في تصميم المفيض (كاد سد وادي جلين أن ينهار، سد أوروفيل، سد والنات جروف)[4]
- انخفاض قمة السد، مما يقلل من تدفق المفيض (سد ساوث فورك)[5]
- عدم الاستقرار الجيولوجي الناتج عن التغيرات في مستويات المياه أثناء الملء أو المسح (سد مالباسيت).
- انزلاق جبل إلى داخل الخزان (سد فايونت - ليس لتحطم السد، لكن بسبب نزوح ما يقرب من كامل حجم الخزان وتجاوزه للسد)
- سوء الصيانة، وخاصة أنابيب المخرج (سد بحيرة لاون، انهيار سد فال دي ستافا)[6]
- شدة التدفق (سد شاكيدور)
- خطأ بشري أو حاسوبي أو تصميمي ( فيضان بوفالو كريك ، خزان ديل دايك ، محطة تخزين المياه بالضخ توم سوك)
- التآكل الداخلي أو الأنفاق، وخاصة في السدود الترابية (سد تيتون)
- الزلازل
- تغيرات المناخ تسبب عدم استقرار تضاريس الأرض (انهيارات صخرية وجليدية، وانهيارات أرضية بسبب ذوبان التربة المتجمدة، وتدفقات الطمي والحطام، وفيضانات مفاجئة من البحيرات الجليدية والبحيرات المتكونة من سد الانهيارات الأرضية)[7]

### التحطيم المتعمد
كانت إحدى الحالات البارزة لتحطيم السدود عمدًا هي الغارة التي شنتها القوات الجوية الملكية البريطانية على ألمانيا أثناء الحرب العالمية الثانية (الاسم الرمزي: عملية العقاب)، حيث تم اختيار 6 سدود لتدميرها للتأثير على البنية التحتية الألمانية والقدرات التصنيعية والطاقة المستمدة من نهري رور وإيدر . أصبحت هذه الغارة بعد ذلك أساسًا للعديد من الأفلام.
قيدت الهجمات على السدود بموجب المادة 56 من البروتوكول الأول المعدل لاتفاقيات جنيف لعام 1977. لا يجوز قانونيًا مهاجمة السدود "إذا كان الهجوم سيؤدي إلى انطلاق قوى خطرة من الأعمال أو المنشآت ويترتب عليه خسائر هائلة في المدنيين"، إلا إذا "استخدمت لأغراض غير وظيفتها المعتادة وفي دعم منتظم وهام ومباشر للعمليات العسكرية وإذا كان هذا الهجوم هو السبيل الوحيد لإنهاء هذا الدعم". وتنطبق أحكام مماثلة على مصادر أخرى من "القوى الخطرة"، مثل محطات الطاقة النووية.
حالة الأخرى وهى قصف الصين لعدد من السدود أثناء إعصار نينا (1975) في محاولة لتجفيفها قبل أن تفيض خزاناتها. مما تسبب في حدوث فيضان نادر يحدث مرة كل 2000 عام، ولم تكن معظم هذه السدود، إن وجدت، مصممة لتحمله.
في يونيو 2023، تم تدمير سد كاخوفكا، أثناء الغزو الروسي لأوكرانيا.

## تحطم السدود المتوقع
بناءً على التقدم في الهندسة الإنشائية وعلم الزلازل وتحطم السدود السابق، أصبح من الممكن التنبؤ بتحطم السدود في المستقبل، وأحيانًا معرفة ذلك يقينًا. ومن الجوانب الإضافية المهمة التجارب النموذجية المتمثلة مع نقص مراقبة وصيانة السدود والتشغيل الخاطئ للسدود لصالح إنتاج الكهرباء، وليس السيطرة على الفيضانات (مما يؤدي إلى ارتفاع مستويات الخزانات مع انخفاض القدرة على استيعاب الفيضانات).
ستكون بعض حالات تحطم السدود، مثل السد العالي في مصر، ذات عواقب كارثية، لدرجة أن العلماء والمهندسين أجروا دراسات، تعتمد على طريقة توجيه الفيضانات ، للتنبؤ بحجم وسرعة وانتشار الفيضان بعد تحطم السد. وتُعد هذه الدراسات من بين أهم التحذيرات للحكومات، حيث أن الفيضانات الداخلية، هى الأكثر تدميراً بين الكوارث الصناعية.
قدم هاني الكاتب دراسة للرئيس والمجلس الاستشاري في 16 نوفمبر 2024 حول تحطم سد أسوان مما يؤدي إلى 209 كيلومتر مكعب من مياه الفيضانات.